# Butoniga

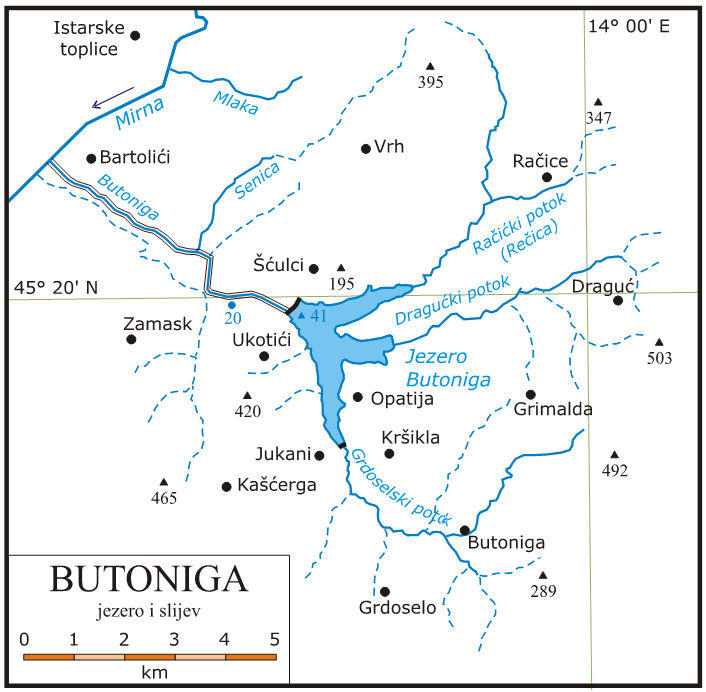
Mapa jezera, jeho přítoků a okolních vesnic

Butoniga (italsky Lago di Buttoniga) je umělé akumulační jezero a přehradní nádrž v Chorvatsku v Istrijské župě. S rozlohou 2,45 km² je největším jezerem na Istrii. Hlavním účelem jezera je zásobování měst Pazin, Poreč a Rovinj pitnou vodou, zadržování vodních vln a zavlažování. Jezero je pro turisty nepřípustné, není dovoleno koupání ani rybolov. V jezeře žije několik druhů ryb, jako jsou kapr, losos nebo jelec tloušť.
Jezero bylo vytvořeno v roce 1988. Mezi přítoky patří několik potoků (Grdoselski potok, Dragućki potok, Račićki potok), odtokem je říčka Butoniga, která z jezera vodu odvádí do řeky Mirny.
Povodí jezera se nachází v nadmořské výšce 40 až 500 m n. m. Rozloha povodí je 73 km². Při obvyklé hladině jezera je jeho rozloha 2,45 km². Objem jezera je 19,7 milionů km³, z čehož 2,2 milionů km³ je mrtvý prostor s nánosy a sedimenty. Bezpečnostní přeliv se nachází v nadmořské výšce 41 m n. m.